# Universität Union
Die Universität Union (serbisch: Универзитет Унион/Univerzitet Union) ist eine Privatuniversität in Belgrad, Serbien. Sie wurde 2005 gegründet und gliedert sich heute in acht Fakultäten.
Es werden Beziehungen  u. a. zur Universität Sevilla in Spanien, University of Reading in Großbritannien gepflegt.  Derzeit studieren etwa 2.500 Studenten an der Universität.

## Fakultäten
- Belgrad

Fakultät für Baumanagement
Fakultät für Design
Computerfakultät
Belgrader Bankakademie
Fakultät für Immobilien-Management
Fakultät für Unternehmen und Management
Fakultät für Recht
- Kruševac

Fakultät für Industriemanagement